# Ligue Féminine de Basket 2016-2017
Il campionato francese di pallacanestro femminile 2016-2017 (Ligue Féminine de Basket) è stato il 19º (79º in totale dal 1937).
Il Villeneuve-d'Ascq ha vinto il campionato per la prima volta sconfiggendo il Lattes Montpellier per 3-1.

## Regolamento
Le squadre classificate dal primo all'ottavo posto al termine della regular season si qualificano ai play-off per l'assegnazione del titolo di campione di Francia.
Le squadre classificate dal nono al dodicesimo posto si qualificano per i play-out, la perdente retrocede in LF2.

## Squadre partecipanti
Il campionato si riduce a 12 squadre. Nella stagione precedente sono retrocesse in LF2 l'Arras, il COB Calais e il Tolosa M.B.. Il loro posto è stato preso dal Tarbes, vincitrice dei play-off di LF2.
| Squadra            | Allenatore        | Campo di gioco                                 | Risultato stagione 2015-16 |
| ------------------ | ----------------- | ---------------------------------------------- | -------------------------- |
| U.F. Angers        | David Girandière  | Salle Jean-Bouin di Angers                     | 11º posto in LBF           |
| C.J.M. Bourges     | Valérie Garnier   | Palais des sports du Prado di Bourges          | 2º posto in LBF            |
| Flammes Carolo     | Romuald Yernaux   | Caisse d’Epargne Arena di Charleville-Mézières | 4º posto in LBF            |
| Cavigal Nizza      | Rachid Meziane    | Salle Leyrit di Nizza                          | 5º posto in LBF            |
| Hainaut Basket     | Fabrice Fernandes | Salle Maurice-Hugot di Saint-Amand-les-Eaux    | 10º posto in LBF           |
| Basket Landes      | Olivier Lafargue  | Espace Mitterrand di Mont-de-Marsan            | 6º posto in LBF            |
| Lyon BF            | Étienne Faye      | Salle Mado Bonnet di Lione                     | 7º posto in LBF            |
| Lattes Montpellier | Valéry Demory     | Palais des sports de Lattes di Lattes          | 1º posto in LBF            |
| USO Mondeville     | Romain Lhermitte  | Halle Bérégovoy di Mondeville                  | 9º posto in LBF            |
| Nantes Rezé        | Emmanuel Cœuret   | Complexe Mangin Beaulieu di Nantes             | 8º posto in LBF            |
| Tarbes             | François Gomez    | Palais des sports du quai de l'Adour di Tarbes | 1º posto in LF2            |
| Villeneuve-d'Ascq  | Frédéric Dusart   | Le Palacium di Villeneuve-d'Ascq               | 3º posto in LBF            |

## Stagione regolare

### Classifica
|  | Pos. | Squadra                    | Pt. | G  | V  | P  | PtF  | PtS  | Dif. | QP      | Qualif.     |
|  | ---- | -------------------------- | --- | -- | -- | -- | ---- | ---- | ---- | ------- | ----------- |
|  | 1.   | Lattes Montpellier BLMA    | 40  | 22 | 18 | 4  | 1501 | 1323 | +178 |         | ai play-off |
|  | 2.   | FCB Charleville-Mézières   | 39  | 22 | 17 | 5  | 1643 | 1518 | +125 |         | ai play-off |
|  | 3.   | ESB Villeneuve-d’Ascq LM   | 38  | 22 | 16 | 6  | 1624 | 1426 | +198 |         | ai play-off |
|  | 4.   | Tango Bourges              | 36  | 22 | 14 | 8  | 1511 | 1372 | +139 | 1,10131 | ai play-off |
|  | 5.   | Basket Landes              | 36  | 22 | 14 | 8  | 1538 | 1440 | +98  | 1,06805 | ai play-off |
|  | 6.   | USO Mondeville             | 34  | 22 | 12 | 10 | 1520 | 1540 | -20  |         | ai play-off |
|  | 7.   | Nantes-Rezé Basket 44      | 32  | 22 | 10 | 12 | 1484 | 1511 | -27  | 1,26515 | ai play-off |
|  | 8.   | Saint-Amand Hainaut Basket | 32  | 22 | 10 | 12 | 1469 | 1591 | -122 | 0,79042 | ai play-off |
|  | 9.   | Cavigal Nice Basket 06     | 31  | 22 | 9  | 13 | 1400 | 1479 | -79  |         | ai play-out |
|  | 10.  | Tarbes Gespe Bigorre       | 27  | 22 | 5  | 17 | 1443 | 1590 | -147 |         | ai play-out |
|  | 11.  | Lyon BF                    | 25  | 22 | 4  | 18 | 1431 | 1610 | -179 | 1,20968 | ai play-out |
|  | 12.  | UFAB Angers 49             | 25  | 22 | 3  | 19 | 1393 | 1557 | -164 | 0,82667 | ai play-out |

Legenda:
       Campione di Francia.
      Ammessa ai play-off.
      Ammessa ai play-out.
      Retrocessa in LF2.
  Vincitrice della Coppa di Francia 2017
  Vincitrice della Supercoppa (Match des champions) 2016
Note:
Due punti a vittoria, uno a sconfitta.
Penalizzazioni:
Lyon BF: -1

### Risultati
|                      | ANG   | BOU   | CME   | LAN   | MON   | LYO   | MON   | NAN   | NIC   | SAN   | TAR   | VAS   |
| -------------------- | ----- | ----- | ----- | ----- | ----- | ----- | ----- | ----- | ----- | ----- | ----- | ----- |
| Angers Basket        |       | 62-65 | 62-78 | 54-65 | 58-64 | 68-79 | 57-55 | 71-62 | 55-60 | 65-74 | 53-74 | 67-70 |
| Bourges Basket       | 72-59 |       | 68-50 | 67-60 | 64-70 | 74-60 | 70-49 | 83-72 | 70-44 | 65-69 | 71-60 | 61-64 |
| Charleville-Mézières | 80-68 | 71-70 |       | 87-82 | 58-75 | 78-71 | 86-60 | 65-58 | 77-49 | 79-69 | 92-67 | 73-64 |
| Basket Landes        | 65-57 | 66-59 | 76-55 |       | 52-47 | 81-61 | 72-76 | 87-73 | 71-66 | 71-62 | 77-51 | 80-83 |
| Basket Montpellier   | 82-71 | 61-54 | 78-72 | 55-67 |       | 92-62 | 72-62 | 88-57 | 52-47 | 67-53 | 64-54 | 74-68 |
| Union Lyon           | 71-56 | 63-80 | 62-77 | 56-66 | 74-75 |       | 59-76 | 66-68 | 49-65 | 90-61 | 52-73 | 79-87 |
| USO Mondeville       | 78-74 | 64-59 | 90-94 | 82-79 | 73-82 | 62-61 |       | 67-63 | 67-56 | 81-65 | 87-79 | 67-63 |
| Nantes Reze Basket   | 65-62 | 65-69 | 63-68 | 67-61 | 47-59 | 87-59 | 64-55 |       | 49-71 | 75-61 | 68-63 | 67-70 |
| Nice Basket 06       | 67-93 | 77-70 | 68-80 | 58-55 | 49-77 | 66-56 | 78-73 | 71-80 |       | 75-77 | 66-50 | 71-65 |
| Hainaut Basket       | 71-56 | 58-69 | 75-81 | 62-70 | 61-54 | 71-66 | 75-73 | 71-92 | 60-56 |       | 74-56 | 61-72 |
| Tarbes Bigorre       | 83-60 | 66-83 | 64-78 | 78-84 | 50-54 | 67-73 | 61-66 | 77-68 | 75-70 | 85-93 |       | 42-81 |
| Villeneuve d'Ascq    | 77-65 | 62-68 | 79-64 | 84-51 | 70-59 | 80-62 | 71-57 | 67-74 | 78-70 | 93-46 | 76-68 |       |

## Play-off
|  | Quarti di finale | Quarti di finale     | Quarti di finale  |                   |                   | Semifinali           | Semifinali | Semifinali |  |  | Finale | Finale             | Finale |
|  |                  |                      |                   |                   |                   |                      |            |            |  |  |        |                    |        |
|  | 1                | Lattes Montpellier   | 2                 |                   |                   |                      |            |            |  |  |        |                    |        |
|  | 8                | Saint-Amand Hainaut  | 1                 |                   |                   |                      |            |            |  |  |        |                    |        |
|  | 8                | Saint-Amand Hainaut  | 1                 |                   | 1                 | Lattes Montpellier   | 2          |            |  |  |        |                    |        |
|  |                  |                      |                   |                   | 1                 | Lattes Montpellier   | 2          |            |  |  |        |                    |        |
|  |                  | 4                    | Bourges           | 0                 |                   |                      |            |            |  |  |        |                    |        |
|  | 4                | 4                    | Bourges           | 0                 | Bourges           | 2                    |            |            |  |  |        |                    |        |
|  | 4                |                      |                   |                   | Bourges           | 2                    |            |            |  |  |        |                    |        |
|  | 5                | Basket Landes        | 1                 |                   |                   |                      |            |            |  |  |        |                    |        |
|  |                  |                      |                   |                   |                   |                      |            |            |  |  | 1      | Lattes Montpellier | 1      |
|  |                  |                      | 3                 | Villeneuve-d'Ascq | 3                 |                      |            |            |  |  |        |                    |        |
|  | 2                | Charleville-Mézières | 2                 |                   |                   |                      |            |            |  |  |        |                    |        |
|  | 7                | Nantes Rezé          | 0                 |                   |                   |                      |            |            |  |  |        |                    |        |
|  | 7                | Nantes Rezé          | 0                 |                   | 2                 | Charleville-Mézières | 0          |            |  |  |        |                    |        |
|  |                  |                      |                   |                   | 2                 | Charleville-Mézières | 0          |            |  |  |        |                    |        |
|  |                  | 3                    | Villeneuve-d'Ascq | 2                 |                   |                      |            |            |  |  |        |                    |        |
|  | 3                | 3                    | Villeneuve-d'Ascq | 2                 | Villeneuve-d'Ascq | 2                    |            |            |  |  |        |                    |        |
|  | 3                |                      |                   |                   | Villeneuve-d'Ascq | 2                    |            |            |  |  |        |                    |        |
|  | 6                | Mondeville           | 0                 |                   |                   |                      |            |            |  |  |        |                    |        |

### Quarti di finale
Gare disputate l'andata il 1º aprile, il ritorno l'8 aprile e l'eventuale spareggio il 14 (Bourges Basket/Basket Landes) e il 19 aprile (BLMA/Saint-Amand Hainaut Basket).
| Squadra 1            | Totale | Squadra 2          | Gara 1  | Gara 2  | Gara 3  |
| -------------------- | ------ | ------------------ | ------- | ------- | ------- |
| Basket Montpellier   | 2 - 1  | Hainaut Basket     | 76 - 75 | 70 - 72 | 74 - 51 |
| Bourges Basket       | 2 - 1  | Basket Landes      | 78 - 65 | 68 - 74 | 66 - 54 |
| Villeneuve d'Ascq    | 2 - 0  | USO Mondeville     | 82 - 76 | 81 - 68 | -       |
| Charleville-Mézières | 2 - 0  | Nantes Reze Basket | 89 - 68 | 76 - 52 | -       |

### Semifinali
La serie tra BLMA e Bourges si è giocata il 25, il 28 aprile e il 2 maggio. La serie tra Charleville-Mézières e Villeneuve d'Ascq il 26 e 29 aprile.
| Squadra 1            | Totale | Squadra 2         | Gara 1  | Gara 2  | Gara 3  |
| -------------------- | ------ | ----------------- | ------- | ------- | ------- |
| Basket Montpellier   | 2 - 1  | Bourges Basket    | 74 - 79 | 71 - 60 | 70 - 64 |
| Charleville-Mézières | 0 - 2  | Villeneuve d'Ascq | 61 - 63 | 72 - 73 | -       |

### Finale
Si sono disputate il 5 e il 7 a Lattes, il 10 e il 12 maggio a Villeneuve-d'Ascq.
| Squadra 1          | Totale | Squadra 2         | Gara 1  | Gara 2  | Gara 3  | Gara 4  | Gara 5 |
| ------------------ | ------ | ----------------- | ------- | ------- | ------- | ------- | ------ |
| Basket Montpellier | 1 - 3  | Villeneuve d'Ascq | 64 - 79 | 64 - 62 | 60 - 80 | 49 - 66 | -      |

## Play-out
Le ultime quattro squadre della stagione regolare si incontrano disputando ciascuna 6 partite tra andata e ritorno, mantenendo i risultati che hanno ottenuto tra loro. In conclusione l'ultima classificata è UFAB Angers 49, che retrocede.

## Verdetti
- Campione di Francia:  ESB Villeneuve-d’Ascq LM.
Formazione:[5] Olivia Époupa, Hélène Jakovljevic, Virginie Brémont, Kamila Štěpánová, Johanne Gomis, Valériane Ayayi, Mame-Marie Sy, Aby Gaye, Ljudmyla Naumenko, Alina Jahupova, Marielle Amant. Allenatore: Frédéric Dusart.
- Retrocessa in LF2:  UFAB Angers 49.
- Vincitrice Coppa di Francia: : Tango Bourges.
- Vincitrice Supercoppa: : ESB Villeneuve-d’Ascq LM.